# Juan Carlos Lorio
Juan Carlos Lorio (n. Río Cuarto, 10 de agosto de 1908-f. 16 de marzo de 1974) fue un militar argentino que alcanzó el grado de general de brigada. Fue comandante en jefe del Ejército desde su designación el 14 de agosto de 1962 hasta su relevo el 23 de septiembre de 1962.

## Familia
Nació en Río Cuarto, provincia de Córdoba, el 10 de agosto de 1908, como fruto del matrimonio entre Eusebio Lorio y Adelaide Miotti.
Estaba casado con María Sara Díaz Jome, con quien tuvo a su única hija, llamada Sara Adela.

## Primeros años
Luego de haber finalizado sus estudios secundarios ingresó al Colegio Militar de la Nación en 1924. Egresaría del mismo a finales de 1926 con el grado de subteniente del arma de infantería. Posteriormente, ostentando el grado de mayor, realizó el Curso de Oficial de Estado Mayor en la Escuela Superior de Guerra entre los años 1939 y 1941.
Entre sus destinos de mayor relevancia se destaca su paso por la Escuela Superior de Guerra donde se desempeñó como profesor de Historia Militar. Con posterioridad fue profesor de Táctica y Conducción de Unidades Operativas, asignatura que se dicta en el Curso de Oficial de Estado Mayor en la Escuela Superior de Guerra.
Ocupó el cargo de director de Institutos Militares y posteriormente fue nombrado jefe de la Guarnición de Campo de Mayo, cargo que ocupó entre 1955 y 1956.

### Sublevación del 9 de junio de 1956
En la noche del 9 de junio de 1956 tuvo lugar una rebelión encabezada por el general de división Juan José Valle, que fue aplastada a la brevedad por el gobierno de facto de ese entonces, presidido por Pedro Eugenio Aramburu, quien había ordenado el fusilamiento de todos los sublevados inmediatamente. Sin embargo, el general de brigada Juan Carlos Lorio presidió un Tribunal de Honor que realizó el juicio sumarísimo a los militares sublevados en Campo de Mayo. El fallo de ese tribunal fue el siguiente: «este Consejo ha resuelto que no ha lugar la pena de muerte».
A pesar de lo resuelto por el Tribunal de Honor, el general de brigada Juan Carlos Lorio es notificado de que, pese al fallo dictaminado por el tribunal, el gobierno ya decidió que la suerte que correrían los detenidos sería la muerte por fusilamiento. La decisión del presidente tomó por sorpresa a Lorio e inmediatamente pide por todos los medios conversar con Pedro Aramburu, sin embargo recibió como toda respuesta: «el presidente duerme». Los detenidos fueron pasados por las armas el 12 de junio de 1956 luego de que Aramburu rubricara el decreto 10 364 que detallaba la lista de once militares que debían ser fusilados a pesar de que todos ellos habían sido cubiertos por el fallo del Tribunal de Honor presidido por Juan Carlos Lorio.
En el mes de diciembre de 1956 Juan Carlos Lorio pasó a situación de retiro junto al entonces comandante en jefe del Ejército, teniente general Francisco Zerda y otros generales de la cúpula del Ejército, por discrepancias con el gobierno de Aramburu.

## Reincorporación al servicio activo y titular del Ejército
El 14 de agosto de 1962 el general de brigada Juan Carlos Lorio fue reincorporado al servicio activo y designado comandante en jefe del Ejército Argentino. En ese entonces, Argentina atravesaba una enorme crisis institucional y militar tras el derrocamiento de Arturo Frondizi el 29 de marzo de ese año. Las Fuerzas Armadas y especialmente el Ejército Argentino se encontraba dividido en dos bandos: «Azules» y «Colorados». 
Los azules estaban de acuerdo con permitir un acceso limitado a algunos dirigentes peronistas, con el fin de lograr la normalización institucional y al mismo tiempo combatir a los grupos de extrema izquierda; los colorados, por su parte, asimilaban el movimiento peronista al comunismo, y abogaban por erradicarlo completamente. Hacia 1962 cada bando luchaba para lograr el control sobre el conjunto de las Fuerzas Armadas y, de ese modo, estar en condiciones de ejercer la tutela sobre el gobierno y establecer el rumbo que debía seguir la política nacional de Argentina. Los azules pretendían que los militares hicieran poca injerencia en la política del país y se dedicaran profesionalizar las fuerzas armadas, mientras que los colorados pretendían un control estricto de la vida política por parte de las fuerzas armadas.
El sector «Colorado» predominaba en la cúpula del Ejército y que a su vez mandaba sobre el presidente José María Guido que carecía de autoridad dentro de las fuerzas armadas, por lo que era prácticamente un «rehén» de las decisiones castrenses. Guido se vio forzado a nombrar a aceptar el nombramiento de una cúpula «colorada» dentro del Ejército, compuesta por el general de brigada Juan Carlos Lorio en carácter de comandante en jefe y el general de brigada Bernardino Labayrú, como jefe del Estado Mayor.

### Levantamiento
El sector «Azul» del Ejército, liderado por los generales de brigada Juan Carlos Onganía (jefe de Campo de Mayo), Pascual Pistarini (jefe de Caballería) y Julio Rodolfo Alsogaray (jefe de la 1.º División de Caballería Blindada) se reunió con Rodolfo Martínez, exministro de Defensa allegado a Guido. Allí se estableció que los jefes de la guarnición de Campo de Mayo elevaría una nota por la cual pedirían las renuncias de los jefes colorados Lorio y Labayrú, puesto a que sus reincorporaciones al servicio activo violaban terminantemente los estatutos y leyes militares, puesto a que el pase a retiro es «definitivo e irreversible». De ser rechazada la nota, Campo de Mayo se sublevaría en nombre de la legalidad militar y constitucional del país y volcaría a la opinión pública en contra de los colorados que tenían atado de pies y manos al presidente José María Guido.
El 17 de septiembre de 1962 se entregó el ultimátum a Lorio. Éste dispuso el relevo de todos los firmantes. Se intentó llegar a un acuerdo, pero no lo hubo. Se había llegado a un quiebre definitivo.
A la mañana del 20 de septiembre Campo de Mayo se sublevó y movilizó a varios efectivos y tanques. Ocuparon dos estaciones de radio y comenzaron a emitir comunicados a favor de una restitución pronta de la democracia y disciplina en las Fuerzas Armadas que consiguieron el apoyo e casi toda la población civil.
El 21 de septiembre Lorio trató de conseguir el apoyo de la Armada Argentina para destituir a Guido, pero fracasó, la marina de guerra comandada por el almirante Agustín Penas permaneció neutral durante la rebelión.
Hacia el 22 de septiembre los «colorados» estaban acorralados, y la Fuerza Aérea Argentina, comandada por el brigadier general Cayo Alsina se plegó a favor de los «azules» y comenzó a bombardear las posiciones «coloradas».

### Pase a retiro
El 23 de septiembre por la tarde los «colorados» liderados por Lorio se rindieron ante los «azules» comandados por Juan Carlos Onganía, quien fue investido como nuevo comandante en jefe del Ejército Argentino. Juan Carlos Lorio fue arrestado junto a Bernardino Labayrú y todos sus colaboradores y pasados a retiro. 
Este enfrentamiento generó algunos combates esporádicos con muertos y heridos. Pero el principal resultado fue la purga de oficiales y suboficiales «colorados» una vez finalizada esta lucha intestina dentro del Ejército Argentino.